# Eccliseogyra brasiliensis
Eccliseogyra brasiliensis is een slakkensoort uit de familie van de Epitoniidae. De wetenschappelijke naam van de soort is voor het eerst geldig gepubliceerd in 2011 door Garcia.